# ルディ・ロペス
ルドルフ "ルディ"・オマール・ロペス・ロメロ（Rodolfo "Rudy" Omar López Romero、1983年9月18日 - ）は、メキシコのプロボクサー。キンタナ・ロー州カンクン出身。元WBC世界フェザー級王者。

## 来歴
1983年にメキシコで生まれ、2000年10月19日に17歳でプロデビューする。メキシコ国内で多くの試合をこなし、2004年10月29日にWBCユースフェザー級王座に挑戦するが、10回判定で初の黒星を喫して王座を逃した。しかし、2005年2月18日に同王座に再挑戦し、4回KOで勝利して王座獲得に成功した。同王座は2度防衛。
2006年7月30日、初の世界タイトル戦としてWBC世界フェザー級王者越本隆志に挑戦し、7回TKO勝ちで世界王座を獲得した。
2006年12月17日、初防衛戦で元WBC同級王者の池仁珍に12R判定負けを喫し、王座から陥落した。
2007年3月31日、本国・メキシコで松田直樹と対戦し、5回TKO負けを喫した。
2007年7月28日、メキシコ・カンクン市にてアントニオ・エスピナレスと対戦し、3回1分25秒KO勝利。
2007年12月15日、メキシコで行われたWBC世界フェザー級王座挑戦者決定戦で松田直樹と再戦。5回にパンチを受け左目上をカットし、8回に傷口がひどくなったため、8回終了時TKO負けとなったもののバッティングによるカットだったとして無効試合と裁定が変更された。また、試合後にロペスが松田に加撃したとして謝罪を行った。

## 獲得タイトル
- WBC世界フェザー級ユース王座
- WBC世界フェザー級王座